# 孪生以礼草
孪生以礼草（学名：Kengyilia geminata）也称孪生鹅观草，为禾本科以礼草属下的一个植物种。